# Holländskan (Södermalm)

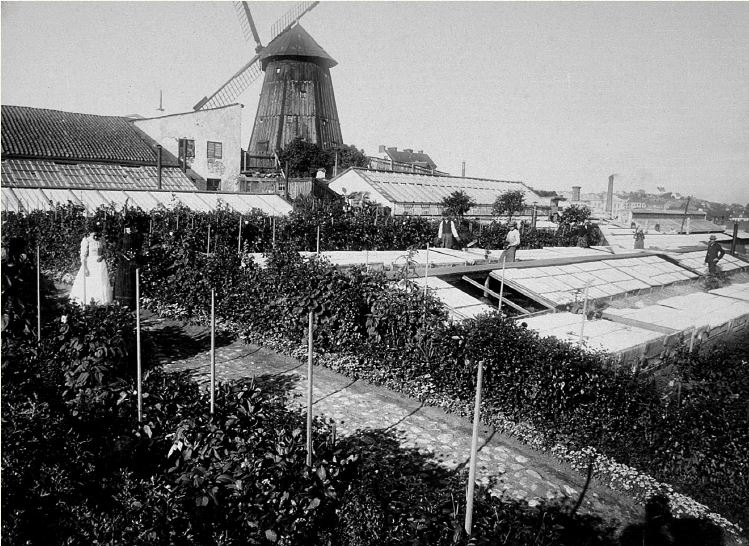
Kvarnen Holländskan cirka 1894.

Holländskan var en väderkvarn i kvarteret Åsen större (nuvarande kvarteret Kolonnen) på Södermalm i Stockholm. Kvarnens plats var öster om Götgatan, ungefär mittemot dagens Ringen centrum. Kvarnen var av holländsk typ och revs 1894. Med Holländskan på Södermalm försvann den sista väderkvarnen från Stockholms innerstad. I grannkvarteret Åsen mellersta fanns ytterligare en kvarn, kallad Franckan. Det var en stolpkvarn som försvann samtidigt med Holländskan.

## Historik

### Holländskan
- Koordinater: 59°18′30″N 18°04′39″Ö / 59.30833°N 18.07750°Ö

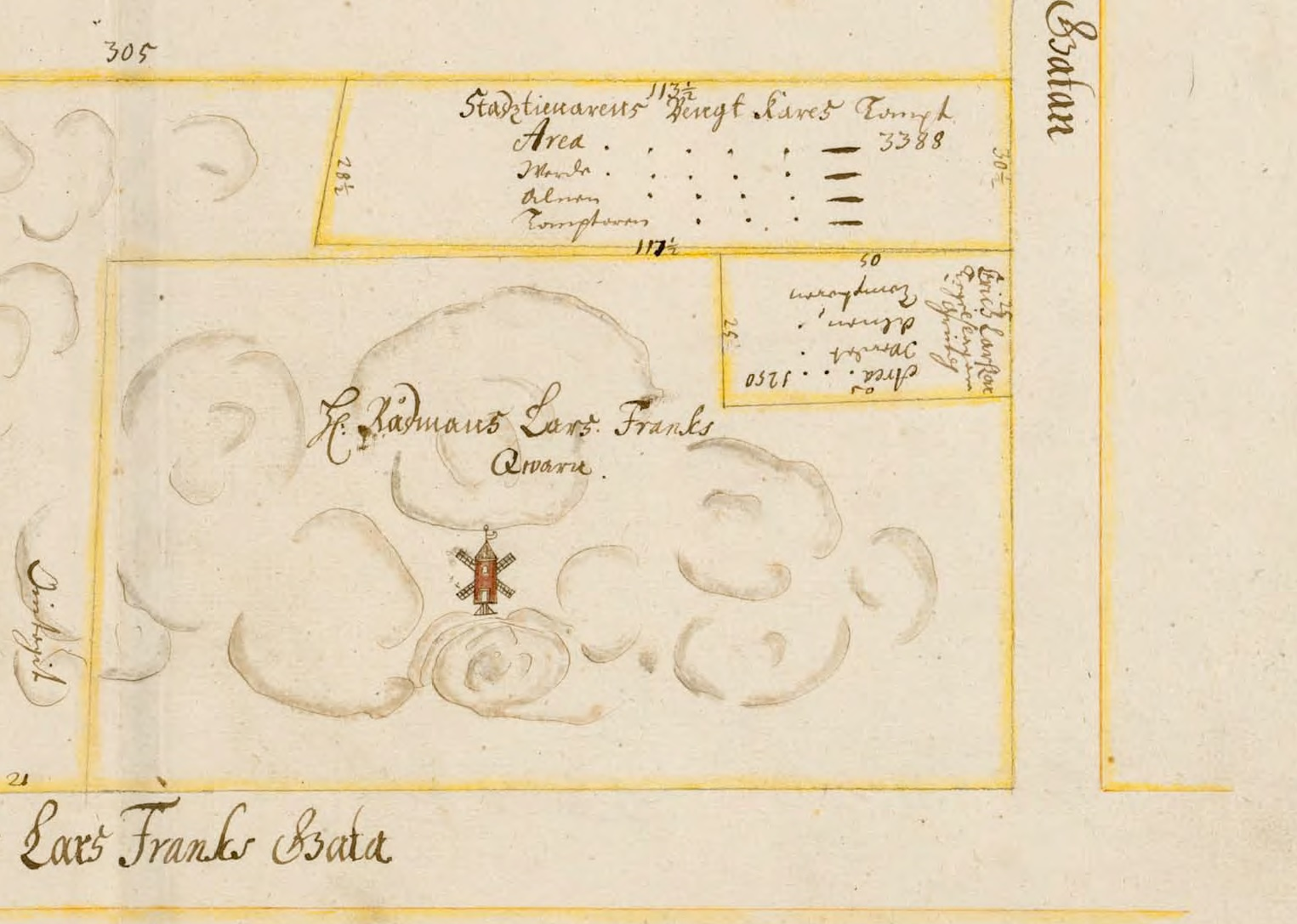
"Rådman Franks kvarn" i Holms tomtbok.

Trakten vid Götgatan nära Skanstull var ända fram till sekelskiftet 1900 en brant backe, kallad Postmästarbacken efter postmästaren Johan von Beijer, som nydanade det svenska postväsendet. I dåvarande kvarteret Åsen större låg ”Petter von Becks gård och kvarnplats” som omnämns redan 1669 som ”Hållenske Qwarnen”. I Holms tomtbok från 1674 kallas gatan norr om kvarteret för ”Hollendske Qwarn Gatan” som senare skulle bli Holländarbacken respektive Holländaregatan. Gatans namn ändrades 1885 till nuvarande Ölandsgatan för att inte blandas ihop med Holländargatan på Norrmalm. På Petrus Tillaeus karta från 1733 syns kvarnen under litt. v och kallas där ”Hollenskan”.
”Holländskan” var en holländarekvarn, som betyder att kvarntoppen med vingarna kunde vridas till rätt vindriktning medan själva kvarnbyggnaden stod stadigt på berget. I samband med stadsplaneringen för södra Södermalm och tillkomsten av Ringvägen revs ”Holländskan”  år 1894. Innan dess hann konstnären och poeten Albert Theodor Gellerstedt skapa flera teckningar och akvareller av kvarnen. Enligt Nordiska museet, som har en stor samling av Gellerstedts verk, var den bastanta ”Holländskan” i kvarteret Åsen på Södermalm en av Albert Theodor Gellerstedts mest porträtterade kvarnar.

### Franckan
- Koordinater: 59°18′27″N 18°04′52″Ö / 59.30750°N 18.08111°Ö

I grannkvarteret Åsen mellersta (numera kvarteret Masken) fanns ytterligare en kvarn, kallad ”Franckan” eller ”Blecktornskvarn”. Det var en stolpkvarn som tillhörde rådmannen Lars Franck (1627–1678). I Holms tomtbok från 1674 markeras den som Hr: Rådman Lars Francks Qwarn. Franck ägde marken på båda sidor om nuvarande Bondegatan, som då bar hans namn. ”Franckan” revs också 1894. Därmed försvann de sista två väderkvarnarna från Stockholms innerstad.

## Gellerstedts avbildningar av kvarnen Holländskan

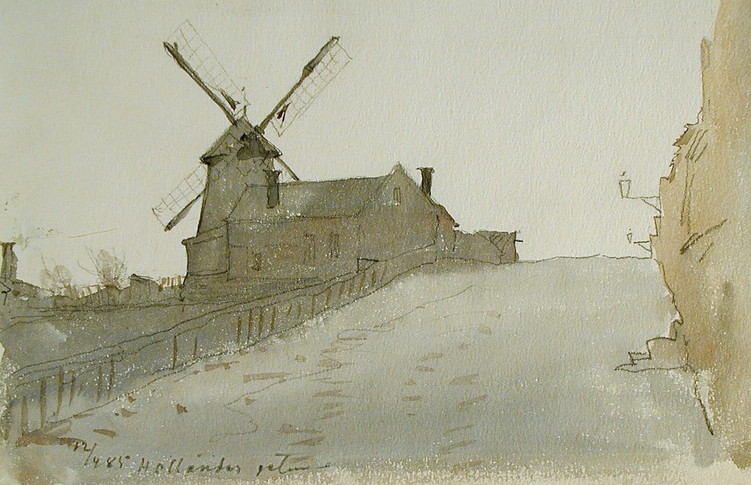
12 april 1888
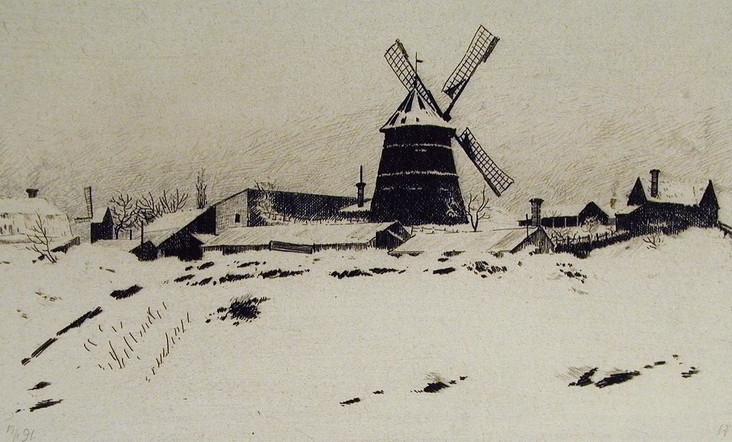
17 januari 1891
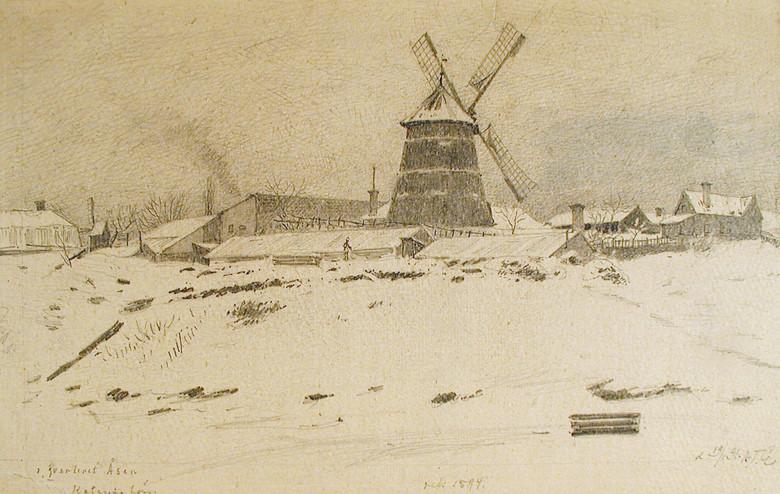
19 januari 1891
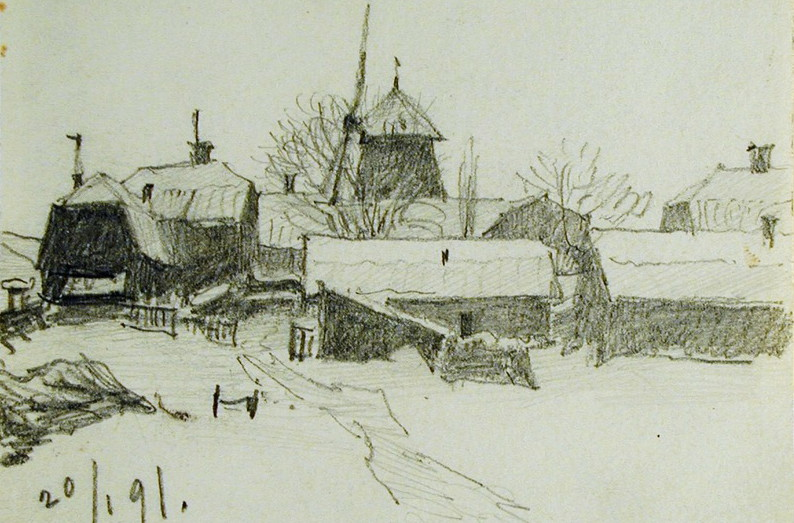
20 januari 1891
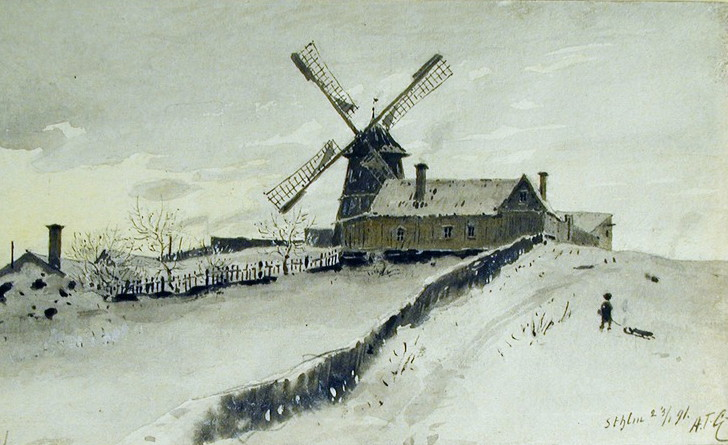
23 januari 1891